# 鄧哈默行動
鄧哈默行動（Operation Dunhammer）又稱猫尾草行动，是丹麦国防情报局和美国国家安全局合作开展的一项行动，目的是電話竊聽某些欧洲联盟国家的高级官员。丹麦广播公司於2021年5月30日披露，2012年至2014年期间，丹麦国防情报局利用自家的海底電纜帮助美国国家安全局窃听德国总理默克尔等欧洲政要的通話。同時丹麦国防情报局還与美国国家安全局合作从德国、法国、瑞典和挪威等國官员收集情報。
2021年5月31日，法国、德国等欧洲国家要求美国和丹麦就鄧哈默行動作出解釋。6月3日，挪威国防官员召見美国大使馆工作人员，對鄧哈默行動表示担忧。